# Осадчиев, Александр Александрович
Алекса́ндр Алекса́ндрович Оса́дчиев (род. 28 декабря 1987 года, Москва) — российский океанолог, доктор физико-математических наук, ведущий научный сотрудник Института океанологии им. П. П. Ширшова РАН, главный научный сотрудник Московского физико-технического института.

## Биография
Окончил СУНЦ МГУ в 2004 году. Окончил механико-математический факультет МГУ им. М.В. Ломоносова в 2009 году. Дипломная работа «О поиске эллиптических кривых с рациональной группой большого ранга» защищена на кафедре теории чисел под руководством член-корреспондента РАН Ю.В. Нестеренко.
С 2009 года работает в Институте океанологии РАН. В 2013 году защитил диссертацию на тему «Динамика распространения и изменчивость речных плюмов в прибрежной зоне моря» на соискание ученой степени кандидата физико-математических наук под руководством член-корреспондента РАН П.О. Завьялова. В 2021 защитил диссертацию «Структура, динамика и изменчивость речных плюмов» на соискание ученой степени доктора физико-математических наук.
В 2023 году под его руководством была создана Лаборатория арктической океанологии в Московском физико-техническом институте.
Активно путешествует, посетил все регионы России и 170 стран мира.

## Научно-исследовательская деятельность
Научные интересы А. А. Осадчиева направлены на изучение процессов распространения и трансформации речного стока в море и их влияния на гидрологическую структуру и динамические процессы в прибрежных и шельфовых зонах моря. Им создана специализированная теория формирования, распространения и перемешивания малых речных плюмов, на долю которых приходится около 25 % объёма пресной воды и 40 % объёма терригенной взвеси, поступающего с суши в Мировой океан.
Также занимается изучением гидрофизических процессов на шельфе и континентальном склоне морей российской Арктики. Им проведены комплексные исследования крупномасштабного переноса и трансформации пресноводного стока и атлантических вод в российском секторе Арктики, влияющих на климатические процессы в глобальном масштабе. В частности, в 2022 году А. А. Осадчиевым с соавторами описаны два неизвестных ранее течения в северной части Карского моря.
Принимал участие в реализации более 30 грантов РНФ, РФФИ, Минобрнауки, Президента РФ, ФЦП, международных проектов.
Участник более 35 морских и прибрежных экспедиций в Чёрном, Белом, Баренцевом, Карском, Лаптевых, Восточно-Сибирском, Балтийском, Каспийском, Аральском, Южно-Китайском, Восточно-Китайском и Филиппинском морях. Научный руководитель программы «Плавучий университет ИО РАН — МФТИ».

## Награды
- Премия Президента Российской Федерации в области науки и инноваций для молодых учёных (2022) — за достижения в исследовании океанологических процессов в морях российской Арктики, имеющие важное значение для обеспечения хозяйственной деятельности в акватории Северного морского пути[10]
- Премия Правительства Москвы молодым учёным (2020) — за цикл работ, посвященных исследованию распространения и трансформации речного стока в прибрежных и шельфовых зонах российских морей[11]
- Медаль Российской академии наук с премией для молодых ученых за лучшую научную работу (2018) — за цикл работ, посвященных исследованию влияния материкового стока на гидрофизические процессы и качество вод в прибрежной зоне моря[12].